# Gabiria
Gabiria is een gemeente in de Spaanse provincie Gipuzkoa in de regio Baskenland met een oppervlakte van 15 km². Gabiria telt 487 inwoners (1 januari 2016).